# サイモン&ガーファンクル・ベスト (全訳)
『サイモン&ガーファンクル・ベスト (全訳)』は、NHK総合テレビジョンの音楽番組『ステージ101』のレギュラー・グループだったヤング101が、1972年にNHKステージ101の名義で発表したアルバムである。

## 解説
ヤング101の通算7作目のオリジナル・アルバムで、CBSソニーから発売された3作目に相当する。CBSソニーの1作目『サイモンとガーファンクルを歌う』（1971年）と同様、収録曲は全てサイモン&ガーファンクルのオリジナル曲もしくは彼等が取り上げた曲だが、『全訳』の通り、歌詞は日本語である。
12曲中10曲が『サイモンとガーファンクルを歌う』と重複しているが、新たに編曲されて異なるメンバーによって歌われた再録音版である。
2024年6月、本作を含めてヤング101がCBSソニーから発表した6作のアルバムがサブスクリプション配信された。

## 収録曲
作詞・作曲の記載がない曲はPaul Simon作である。『作詞』の括弧内は日本語詞の作者名を示す。
| #  | タイトル                                       | 作詞                                    | 作曲                      | 編曲                      | 歌                                  |
| -- | ---------------------------------------------- | --------------------------------------- | ------------------------- | ------------------------- | ----------------------------------- |
| 1. | 「スカボロ・フェア Scarborough Fair/Canticle」 | Paul Simon, Art Garfunkel（有馬三恵子） | Paul Simon, Art Garfunkel | 和田昭治                  | ヤング101                           |
| 2. | 「冬の散歩道 A Hazy Shade of Winter」          | （小倉雅美）                            |                           | 中村八大                  | デュエット – 井口典子、塩見大治郎   |
| 3. | 「コンドルは飛んで行く El Condor Pasa」        | Daniel Alomía Robles（麻生ひろし）      | Daniel Alomía Robles      | Jorge Milchberg、瀬尾一三 | ソロ – 竹内恵子                     |
| 4. | 「ミセス・ロビンソン Mrs. Robinson」           | （小倉雅美）                            |                           | 中村八大                  | デュエット – 井口典子、高橋キヨシ   |
| 5. | 「いとしのセシリア Cecilia」                   | （小倉雅美）                            |                           | 葵まさひこ                | ソロ – 一城みゆき                   |
| 6. | 「ボクサー Boxer」                             | （小倉雅美）                            |                           | 和田昭治                  | デュエット – 石岡ひろし、塩見大治郎 |

| #  | タイトル                                                      | 作詞                                        | 作曲                            | 編曲       | 歌                |
| -- | ------------------------------------------------------------- | ------------------------------------------- | ------------------------------- | ---------- | ----------------- |
| 1. | 「明日に架ける橋 Bridge Over Troubled Water」                 | Paul Simon（岩谷時子）                      | Paul Simon                      | 三沢郷     | ヤング101         |
| 2. | 「59番街橋の歌 The 59th Street Bridge Song (Feelin’ Groovy)」 | Paul Simon（小倉雅美）                      | Paul Simon                      | 瀬尾一三   | ソロ – 塩見大治郎 |
| 3. | 「早く家へ帰りたい Homeward Bound」                           | Paul Simon（小倉雅美）                      | Paul Simon                      | 中村八大   | ソロ – 石岡ひろし |
| 4. | 「バイ・バイ・ラブ Bye Bye Love」                             | Boudleaux Bryant, Felice Bryant（寺本圭一） | Boudleaux Bryant, Felice Bryant | 三沢郷     | ヤング101         |
| 5. | 「サウンド・オブ・サイレンス The Sounds Of Silence」          | Paul Simon（星加ルミ子）                    | Paul Simon                      | 葵まさひこ | ヤング101         |
| 6. | 「アメリカ America」                                          | Paul Simon（小倉雅美）                      | Paul Simon                      | 中村八大   | ソロ – 塩見大治郎 |

## CDボックス『ギフト・ボックス』
2012年、ヤング101名義の5枚組のCDボックス・セット『ギフト・ボックス』が発売された。本作の全曲は『サイモンとガーファンクルを歌う』の全曲と共にディスク１に収録された。